# Kurt A. Mautz

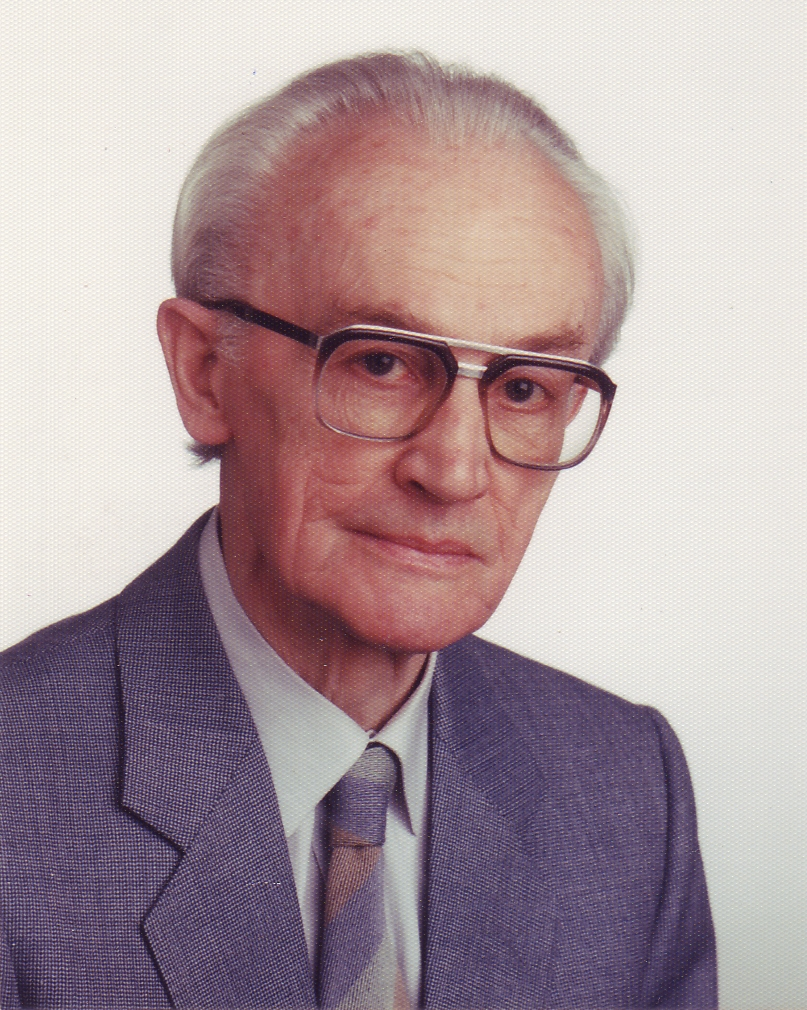
Kurt Mautz

Kurt Adolf Mautz (* 1. Juni 1911 in Montigny bei Metz; † November 2000 in Wiesbaden) war ein deutscher Literaturwissenschaftler und Schriftsteller.

## Leben und Werk
Mautz studierte Germanistik, Philosophie und Geschichte, zunächst von 1930 bis 1933 in Frankfurt am Main unter anderen bei dem damals kaum bekannten Privatdozenten Theodor W. Adorno, ab 1934 in Gießen bei dem katholischen Priester Theodor Steinbüchel, der dort einen Konkordatslehrstuhl für Philosophie innehatte. „Die Machtergreifung der Nazis schien hier weniger geräuschvoll als in Frankfurt verlaufen zu sein“, schreibt Mautz später in seinem Schlüsselroman Der Urfreund. „Ich … kümmerte mich um nichts als um meine Dissertation.“ Mautz wurde 1936 mit einer Studie über Max Stirner promoviert, die 1936 in der Reihe Neue Deutsche Forschungen erschien. Eine wissenschaftliche Laufbahn war ihm in den Jahren bis 1945 verwehrt. Aber auch nach dem Krieg vermochte Mautz im Wissenschaftsbetrieb, abgesehen von kurzen Lehraufträgen an der PH Frankfurt, nicht Fuß zu fassen; er war von 1950 bis zu seiner Pensionierung 1972 als Gymnasiallehrer in Mainz tätig.
Neben seinem Brotberuf als Lehrer war Mautz als Privatgelehrter tätig. An seine philosophischen Studien über Max Stirner knüpfte er allerdings nicht mehr an. Stattdessen erstellte er literaturwissenschaftliche Untersuchungen zu Adalbert Stifter und zum literarischen Expressionismus, in erster Linie zu Georg Heym. Vor allem nach seiner Pensionierung verfasste Mautz erzählende Prosa und experimentelle Lyrik, durch die er einer der bedeutenderen Vertreter der sogenannten konkreten Poesie wurde. Außerdem avancierte er zum „Magister Ludi“ der deutschen Anagrammdichter.
Mit dem späten Roman Der Urfreund, einem Schlüsselroman, lieferte Mautz ein Dokument über die Karriere des Literaturwissenschaftlers Wilhelm Emrich. Emrich figuriert dort als „Kreifeld“, der wie Mautz Student bei Adorno („Amorelli“) war und 1932, zum Goethejahr, ein glänzendes Pamphlet verfasst hatte, in dem er als militanter Sozialist das Ende der Weimarer Republik forderte. Mautz („Ronge“) begleitete Emrichs Karriere als Germanist, in der er sich vom Antifaschisten zum Nationalsozialisten und, nach 1945, zum gediegenen Demokraten wandelte. Während Mautz jedoch „Kreifeld“ 1950 durch Freitod enden lässt, begann die wissenschaftliche Karriere des gewendeten Nationalsozialisten Emrich zu dieser Zeit erst richtig. Urfreunde – Wilhelm Emrich und Kurt Mautz, der Epilog im zweiten Band der im August 2018 erschienenen Dokumentation über Wilhelm Emrich, beschäftigt sich mit dem Verhältnis der beiden zueinander.
Zudem verfasste Mautz zwei Beiträge soziologischen bzw. geisteswissenschaftlichen Inhalts zum konservativen Historiker Heinrich Leo.
Kurt Mautz war der Vater des Schauspielers Rolf Mautz. Der Nachlass von Mautz befindet sich als Nachlass 181 im Stadtarchiv Mainz.

## Veröffentlichungen
- Die Philosophie Max Stirners im Gegensatz zum Hegelschen Idealismus. Berlin 1936 (Digitalisat)
- Georg Heym. Mythologie u. Gesellschaft im Expressionismus. Frankfurt am Main 1961
- Das antagonistische Naturbild in Stifters „Studien“. In: Adalbert Stifter. Studien und Interpretationen. Gedenkschrift zum 100. Todestage. Heidelberg 1968, S. 23 ff.
- Natur und Gesellschaft in Stifters „Condor“. In: Literaturwissenschaft und Geschichtsphilosophie. Festschrift für Wilhelm Emrich. Berlin, New York 1975, S. 406 ff.
- Schreibmaschinenpoesie. München 1977
- Augentest. Permutation Typogramme Collagen. Verlag Eremiten Presse, 1979
- Passiver Widerstand. Erzählung, 1982
- Ortsbestimmung. Gedichte; grammatische Balladen; Permutationen, 1984
- Gedicht Germanisten. In Wasserzeichen der Poesie. Verlag Franz Greno, Nördlingen 1985
- Letterntausch. Anagrammgedichte, 1993
- Der Urfreund. Roman, Paderborn 1996
- Deutsche Träume. In: Gedichte und Anagramme. Anabas Verlag, 1999